# KMF Alfa Parf Skopje
KMF Alfa Parf Skopje è una squadra di calcio a 5 macedone.

## Palmarès
- 3 Campionati macedoni: 2004-2005, 2005-2006, 2006-2007
- 1 Coppa macedone: 2004-2005